# Saison 3 de Mentalist
Chronologie
Saison 2 Saison 4
Cet article présente les vingt-quatre épisodes de la troisième saison de la série télévisée américaine Mentalist (The Mentalist).

## Synopsis
L'équipe du California Bureau of Investigation (CBI), dirigée par Teresa Lisbon, enquête sur des crimes, avec la collaboration de Patrick Jane, consultant pour le CBI. Cependant, c'est sur le cas de John le Rouge (Red John en V. O.), un tueur en série qui signe toujours ses meurtres par une émoticône dessinée avec le sang de ses victimes sur les murs, que se centre leur attention. John le Rouge a tué l'épouse et la fille de Patrick Jane, qui autrefois se faisait passer pour un médium et s'était moqué du tueur. Patrick Jane dispose d'un sens très fin de la psychologie humaine et de son mental (lecture froide, hypnose…). Il ne s'agit pas d'un pouvoir car[pas clair] il a aussi été prestidigitateur (il use de cet art dans certains épisodes), plus précisément un mentaliste (ce qui lui vaut d'être aussi un manipulateur très efficace).

## Distribution

### Acteurs principaux
- Simon Baker (V. F. : Thierry Ragueneau) : Patrick Jane
- Robin Tunney (V. F. : Cathy Diraison) : Teresa Lisbon
- Tim Kang (V. F. : Stéphane Pouplard) : Kimball Cho
- Owain Yeoman (V. F. : Thibaut Belfodil) : Wayne Rigsby
- Amanda Righetti (V. F. : Stéphanie Lafforgue) : Grace Van Pelt

### Acteurs récurrents
- Aunjanue Ellis (V. F. : Annie Milon) : Madeleine Hightower, chef du CBI
- Pruitt Taylor Vince (V. F. : Paul Borne) : J.J. LaRoche
- Eric Winter (V. F. : Yann Peira) : Craig O'Laughlin
- Michael Gaston (V. F. : Patrick Borg) : Gale Bertram
- Leslie Hope (V. F. : Véronique Augereau) : Kristina Frye
- Malcolm McDowell (V. F. : Jean-Pierre Leroux) : Bret Stiles

### Invités
- Andrew Leeds (V. F. : Sébastien Boju) : Drew Yost (épisode 1)
- Conor O'Farrell : l'inspecteur Reece (épisode 2)
- Jeff Williams (V. F. : Jean-François Gérard) : frère Tec (épisode 3)
- Jack Coleman (V. F. : Hervé Jolly) : Max (épisode 4)
- Jim Beaver : Cobb Holwell (épisode 5)
- Greg Roman (V. F. : Raphaël Cohen) : Ellis Barnes (épisode 5)
- Cristine Rose : Pauline (épisode 6)
- Arye Gross (V. F. : Thierry Wermuth) : Dr Saban (épisode 6)
- JoNell Kennedy (en) : Marcia Wallace (épisodes 6 et 16)
- Currie Graham : Walter Mashburn (épisode 7)
- Alon Aboutboul (V. F. : Jean-Christophe Lebert) : Yuri Bajoran (épisode 7)
- Zeljko Ivanek (V. F. : Hervé Bellon) : Dr Linus Wagner (épisode 8)
- John Billingsley (V. F. : Daniel Lafourcade) : Ellis Mars (épisode 9)
- Josh Braaten : Todd Johnson (épisode 9)
- Gregory Itzin (V. F. : Hervé Jolly) : Virgil Minelli (épisode 10)
- Kaitlyn Dever : Trina (épisode 14)
- Ever Carradine : Cheryl Meade (épisode 15)
- J. August Richards : Dr Watson (épisode 17)
- Alan Blumenfeld : Hart Feller (épisode 18)
- Frances Conroy : Lisbeth Cook (épisode 18)
- Morena Baccarin (V. F. : Laurence Bréheret) : Erika Flynn (épisode 19)
- Jonathan Baron (V. F. : Jean-François Gérard) : Peter Clarridge (épisode 19)
- William Forsythe : Steven Robert Rigsby (épisode 21)
- Darin Heames (V. F. : Nicolas Buchoux) : Butch Carwin (épisode 21)
- Wilke Itzin (V. F. : Glen Hervé) : Rick (épisode 21)
- Bradley Whitford : Timothy Carter (épisode 24)

## Liste des épisodes

### Épisode 1:Basses Vengeances
- États-Unis /  Canada : 23 septembre 2010 sur CBS / CTV[1]
- Belgique : 7 mai 2011 sur Be Séries[2]
- Suisse : 26 août 2011 sur TSR1[3]
- France : 31 août 2011 sur TF1[4],[5]
- Québec : 5 septembre 2011 sur V

- États-Unis : 15,5 millions de téléspectateurs[6] (première diffusion)
- Canada : 2,643 millions de téléspectateurs[7] (première diffusion)
- France : 10,02 millions de téléspectateurs (première diffusion)

- Lochlyn Munro (Keith Farrow)

### Épisode 2:Belle Famille
- États-Unis /  Canada : 30 septembre 2010 sur CBS / CTV
- Belgique : 7 mai 2011 sur Be Séries[2]
- Suisse : 26 août 2011 sur TSR1[3]
- France : 31 août 2011 sur TF1[5]
- Québec : 12 septembre 2011 sur V

- États-Unis : 14,65 millions de téléspectateurs[8] (première diffusion)
- Canada : 2,393 millions de téléspectateurs[9] (première diffusion)
- France : 9,52 millions de téléspectateurs (première diffusion)

- Conor O'Farrell (Détective Reece)
- Stacy Edwards (Concetta Wale)
- Bellamy Young (Melanie Ayers)
- Emily Baldoni (Heather Rade)
- Kevin Rankin (Danny Ruskin)
- M.C. Gainey (Pete Barsocky)
- William Ragsdale (Murphy Traver)

### Épisode 3:Où es-tu Kristina?
- États-Unis /  Canada : 7 octobre 2010 sur CBS / CTV
- Belgique : 14 mai 2011 sur Be Séries[2]
- Suisse : 2 septembre 2011 sur TSR1[10]
- France : 7 septembre 2011 sur TF1[11]
- Québec : 19 septembre 2011 sur V

- États-Unis : 14,39 millions de téléspectateurs[12] (première diffusion)
- Canada : 2,417 millions de téléspectateurs[13] (première diffusion)
- France : 9,6 millions de téléspectateurs (première diffusion)

- Malcolm McDowell (Bret Stiles)
- Eric Winter (Craig O'Laughlin)
- Rebecca Field (Lucy Joel)
- Michael B. Silver (Julius Coles)
- James Morrison (Warner Vander Hoek)
- Eric Pierpoint (en) (Vint Molinari)
- Joseph Will (Frère Steven Wench)
- Leslie Hope (Kristina Frye)
- Patrick Cavanaugh (David Herren)

### Épisode 4:Carte blanche
- États-Unis /  Canada : 14 octobre 2010 sur CBS / CTV
- Belgique : 14 mai 2011 sur Be Séries[2]
- Suisse : 2 septembre 2011 sur TSR1[10]
- France : 7 septembre 2011 sur TF1[11]
- Québec : 26 septembre 2011 sur V

- États-Unis : 15,13 millions de téléspectateurs[14] (première diffusion)
- Canada : 2,537 millions de téléspectateurs[15] (première diffusion)
- France : 8,9 millions de téléspectateurs (première diffusion)

- Jack Coleman (Max Winter)
- Missi Pyle (Karen Cross)
- Asher Book (Jackson Winter)
- Michele Hicks (Betsy Meyers)
- Gil McKinney (Sean Meyers)
- Brian Letscher (Billy Mock)
- Eric Winter (Craig O'Laughlin)

### Épisode 5:Pur sang
- États-Unis /  Canada : 21 octobre 2010 sur CBS / CTV
- Belgique : 21 mai 2011 sur Be Séries[2]
- Suisse : 9 septembre 2011 sur TSR1[16]
- France : 14 septembre 2011 sur TF1[11]
- Québec : 3 octobre 2011 sur V

- États-Unis : 14,42 millions de téléspectateurs[17] (première diffusion)
- Canada : 2,638 millions de téléspectateurs[18] (première diffusion)
- France : 9,5 millions de téléspectateurs (première diffusion)

- Jim Beaver (Cobb Holwell)
- Greg Roman (Ellis Barnes)
- Christina Cox (Delinda LeCure)
- Olesya Rulin (Sam Starks)
- Patrick St. Esprit (Frank Lockhardt)
- Troy Winbush (Phil Debolt)

### Épisode 6:Propriété très privée
- États-Unis /  Canada : 28 octobre 2010 sur CBS / CTV
- Belgique : 21 mai 2011 sur Be Séries[2]
- Suisse : 9 septembre 2011 sur TSR1[16]
- France : 14 septembre 2011 sur TF1[11]
- Québec : 10 octobre 2011 sur V

- États-Unis : 14,76 millions de téléspectateurs[19] (première diffusion)
- Canada : 2,624 millions de téléspectateurs[20] (première diffusion)
- France : 8,7 millions de téléspectateurs (première diffusion)

- Cristine Rose (Pauline Fitswilliams)
- Arye Gross (Dr Saban)
- Chryssie Whitehead (Sophie)
- Derek Webster (Marcus Whiteside)
- Laura Wineteer (Abby)
- Keri Lynn Pratt (Daniella)
- Brett Wagner (Raymond Tubbs)
- Marc Worden (Howard Dressler)

### Épisode 7:Aventure sans lendemain
- États-Unis /  Canada : 4 novembre 2010 sur CBS / CTV
- Belgique : 28 mai 2011 sur Be Séries[2]
- Suisse : 16 septembre 2011 sur TSR1[21]
- France : 21 septembre 2011 sur TF1[11]
- Québec : 17 octobre 2011 sur V

- États-Unis : 14,42 millions de téléspectateurs[22] (première diffusion)
- Canada : 2,709 millions de téléspectateurs[23] (première diffusion)
- France : 9,13 millions de téléspectateurs (première diffusion)

- Currie Graham (Walter Mashburn)
- Alon Aboutboul (Yuri Bajoran)
- Zoe McLellan (Marie Jarret Bajoran)
- Nestor Serrano (Garth Drucker)
- Omid Abtahi (Markham Shankar)
- Helena Mattsson (Elsa Struven)
- Rob Zabrecky (le commissaire-priseur)
- Jennifer Ann Massey (la femme aux enchères)

### Épisode 8:Jane en danger
- États-Unis /  Canada : 11 novembre 2010 sur CBS / CTV
- Belgique : 28 mai 2011 sur Be Séries[2]
- Suisse : 16 septembre 2011 sur TSR1[21]
- France : 21 septembre 2011 sur TF1[11]
- Québec : 24 octobre 2011 sur V

- États-Unis : 13,84 millions de téléspectateurs[24] (première diffusion)
- Canada : 2,496 millions de téléspectateurs[25] (première diffusion)
- France : 8,46 millions de téléspectateurs (première diffusion)

- Jessy Schram (Sherry Winger/Rachel Bowman)
- Steve Railsback (Kittel)
- Eric Winter (Craig O'Laughlin)
- Ruben Garfias (Sergent Delamure)
- William Francis McGuire (Mendoza)
- Rebecca Wisocky (Brenda Shettrick)
- Željko Ivanek (Dr Linus Wagner)
- Adam Dunnells (Fred Kittel)
- John Troy Donovan (Ron, agent du CBI)
- Michael Cambridge (Harold Keel)

### Épisode 9:Au clair de la lune
- États-Unis /  Canada : 18 novembre 2010 sur CBS / CTV
- Belgique : 4 juin 2011 sur Be Séries[2]
- Suisse : 23 septembre 2011 sur TSR1[26]
- France : 28 septembre 2011 sur TF1[11]
- Québec : 31 octobre 2011 sur V

- États-Unis : 14,74 millions de téléspectateurs[27] (première diffusion)
- Canada : 2,656 millions de téléspectateurs[28] (première diffusion)
- France : 9,3 millions de téléspectateurs (première diffusion)

- John Billingsley (Ellis Mars)
- Josh Braaten (Todd Johnson)
- Chris Ellis (Shérif Mullary)
- Connor Trinneer (agent Bob Woolgar)
- Brian Cousins (le capitaine des pompiers)
- John Pirruccello (Gregor Hobart)
- Richard Redlin (Joe Hunnicker)
- Heather Tom (Marva)
- Nick Warnock (agent Hobbs)
- Bryan Lugo (Rusty Moore)
- Mark Engelhardt (Bart Kitchen)

### Épisode 10:Noël au balcon
- États-Unis /  Canada : 9 décembre 2010 sur CBS / CTV
- Belgique : 4 juin 2011 sur Be Séries[2]
- Suisse : 23 septembre 2011 sur TSR1[26]
- France : 28 septembre 2011 sur TF1[11]
- Québec : 7 novembre 2011 sur V

- États-Unis : 13,41 millions de téléspectateurs[29] (première diffusion)
- Canada : 2,494 millions de téléspectateurs[30] (première diffusion)
- France : 8,9 millions de téléspectateurs (première diffusion)

- David Alan Basche (Dr Jack Wilder)
- Marisa Bernal (Lailah Bloom)
- Megan Gallagher (May Nelson)
- Sarah Adina (la gestionnaire d'appartement)
- Matt Cates (Tony)
- Angela Gots (Roxy)
- Peter Xifo (Bob)
- Gregory Itzin (Virgil Minelli)
- Pruitt Taylor Vince (J.J. LaRoche)
- Biff Wiff (Benjamin Ripple)
- Todd Jeffries (policier)

Cet épisode se déroule lors des fêtes de Noël et met des Pères Noël en scène.

### Épisode 11:Envoyée au tapis
- États-Unis /  Canada : 6 janvier 2011 sur CBS / CTV
- Belgique : 11 juin 2011 sur Be Séries[2]
- Suisse : 30 septembre 2011 sur TSR1[32]
- France : 5 octobre 2011 sur TF1[11]
- Québec : 14 novembre 2011 sur V

- États-Unis : 14,88 millions de téléspectateurs[33] (première diffusion)
- Canada : 2,506 millions de téléspectateurs[34] (première diffusion)
- France : 9,84 millions de téléspectateurs (première diffusion)

- Sherman Augustus (Suge Lima)
- Jake McLaughlin (Rowdy Merriman)
- Robert Pine (Tom Mitchell)
- Richard Roundtree (Floyd Benton)
- Paola Turbay (Beatriz)
- Rey Valentin (Manny Flaco)
- Vasili Bogazianos (Len Artash)
- T.C. Carson (Joe Reyes)
- Sam Doumit (Dawn May)
- Amy Flanagan (le rencard de Rigsby)
- Valente Rodriguez (en) (Frank Lopez)
- Pruitt Taylor Vince (J.J. LaRoche)
- Jaimi Paige (Charlotte Mitchell)

### Épisode 12:L'Homme des cavernes
- États-Unis /  Canada : 20 janvier 2011 sur CBS / CTV
- Belgique : 11 juin 2011 sur Be Séries[2]
- Suisse : 30 septembre 2011 sur TSR1[32]
- France : 5 octobre 2011 sur TF1[11]
- Québec : 21 novembre 2011 sur V

- États-Unis : 14,82 millions de téléspectateurs[35] (première diffusion)
- Canada : 2,435 millions de téléspectateurs[36] (première diffusion)
- France : 8,93 millions de téléspectateurs (première diffusion)

- Lela Loren (Nilda)
- James McCauley (Donovan Treadlow)
- Silas Weir Mitchell (Arthur Coffey/Ralph Mercer)
- Linda Park (Dr Montague)
- Patricia Rae (Esther)
- Alejandro Furth (Alfredo)
- Richard Gunn (Barlow Flemming)
- David Kelsey (Donald Beechum)
- Natsuko Ohama (la dame âgée)
- Richard Wharton (un homme)
- Jennifer Bowman (Paula)
- Tricia Leigh Fisher (Prudence)
- Gina Comparetto (Yasmeen)
- Toyia Brown (Fernanda)

### Épisode 13:Plus rien à perdre
- États-Unis /  Canada : 3 février 2011 sur CBS / CTV
- Belgique : 18 juin 2011 sur Be Séries[2]
- Suisse : 7 octobre 2011 sur TSR1[37]
- France : 12 octobre 2011 sur TF1[11]
- Québec : 28 novembre 2011 sur V

- États-Unis : 15,18 millions de téléspectateurs[38] (première diffusion)
- Canada : 2,522 millions de téléspectateurs[39] (première diffusion)
- France : 9,88 millions de téléspectateurs (première diffusion)

- Lilli Birdsell (Jessica Bagshaw)
- Tyler Francavilla (Zach Gladden)
- Michael Gaston (Gale Bertram)
- Louis Herthum (Arnold Nail)
- Carlos Jacott (Kenyon Bagshaw)
- Judith Moreland (Donna)
- Josh Randall (Ron Crosswhite)
- Graham Shiels (Tom Rowley)
- Rebecca Wisocky (Brenda Shettrick)
- Tyra Colar (Amber Sutherland)
- Annie Little (Ginger Crosswhite)

### Épisode 14:Sang pour sang
- États-Unis /  Canada : 10 février 2011 sur CBS / CTV
- Belgique : 18 juin 2011 sur Be Séries[2]
- Suisse : 7 octobre 2011 sur TSR1[37]
- France : 26 octobre 2011 sur TF1[11]
- Québec : 5 décembre 2011 sur V[40]

- États-Unis : 14,86 millions de téléspectateurs[41] (première diffusion)
- Canada : 2,379 millions de téléspectateurs[42] (première diffusion)
- France : 9,46 millions de téléspectateurs (première diffusion)

- Yancy Butler (Tante Jodie)
- Kaitlyn Dever (Trina)
- Mozhan Marnò (Nicki Weymouth)
- John Mese (Justin DeGeorge)
- Daniel Travis (U.S. Marshall Gorman)
- Robert Clotworthy (Rudolph Pulaski)
- Adam Leadbeater (Eugene Boden)
- Gabriel Salvador (Adrian Essex)
- Cyd Strittmatter (la neurologue)
- Pruitt Taylor Vince (J.J. LaRoche)
- Eric Winter (Craig O'Laughlin)

### Épisode 15:La Ruée vers l'or
- États-Unis /  Canada : 17 février 2011 sur CBS / CTV
- Belgique : 25 juin 2011 sur Be Séries[2]
- Suisse : 14 octobre 2011 sur TSR1[43]
- France : 26 octobre 2011 sur TF1[11]
- Québec : 23 janvier 2012 sur V[44]

- États-Unis : 15,01 millions de téléspectateurs[45] (première diffusion)
- Canada : 2,704 millions de téléspectateurs[46] (première diffusion)
- France : 9 millions de téléspectateurs (première diffusion)

- Jordan Belfi (Wes Attwood)
- Dylan Bruno (Dean Puttock)
- Ever Carradine (Cheryl Meade)
- Amy Farrington (Melinda Drew)
- Drew Garrett (Jeff Loomis)
- Casey Sander (Shérif Hughes)
- Wendy Braun (Sonya Mitchell)
- Max Decker (Scott Monroe)
- Aunjanue Ellis (Madeleine Hightower)
- Kassandra Carrington (Mimi Hightower)
- Elijah Gipson (Will Hightower)
- Mark Atteberry (Jack Mitchell)
- Ben Pronsky (un joueur de poker)
- Cletus Young (un homme âgé)
- Stephon Fuller (un prospecteur)

### Épisode 16:Liaison dangereuse
- États-Unis /  Canada : 24 février 2011 sur CBS / CTV
- Belgique : 25 juin 2011 sur Be Séries[2]
- Suisse : 14 octobre 2011 sur TSR1[43]
- France : 9 novembre 2011 sur TF1[11]
- Québec : 30 janvier 2012 sur V

- États-Unis : 14,79 millions de téléspectateurs[47] (première diffusion)
- Canada : 2,567 millions de téléspectateurs[48] (première diffusion)
- France : 9,33 millions de téléspectateurs (première diffusion)

- Chris Coy (Foley)
- Arturo del Puerto (Roberto Salvador)
- Michael Gaston (Gale Bertram)
- Dakin Matthews (Christo Papadakis)
- Pruitt Taylor Vince (J.J. LaRoche)
- Aunjanue Ellis (Madeleine Hightower)
- Stacy Highsmith (une réceptionniste)
- Paul Ganus (l'agent de sécurité Jim)

### Épisode 17:Du sang sur le green
- États-Unis /  Canada : 10 mars 2011 sur CBS / CTV
- Belgique : 2 juillet 2011 sur Be Séries[2]
- Suisse : 21 octobre 2011 sur TSR1[49]
- France : 9 novembre 2011 sur TF1[11]
- Québec : 6 février 2012 sur V

- États-Unis : 14,28 millions de téléspectateurs[50] (première diffusion)
- Canada : 2,518 millions de téléspectateurs[51] (première diffusion)
- France : 8,8 millions de téléspectateurs (première diffusion)

- Holley Fain (Francine Trent)
- Amy Hill (Viola Hearn)
- John Prosky (Dr Evan Quick)
- J. August Richards (Dr Vernon Watson)
- Johnny Sneed (Byron Jordan)
- Alanna Ubach (Dr Gidry)
- Cameron Daddo (David Vance)
- Ravil Isyanov (Ulis Oratni)
- David Meunier (Yegor Golenka)
- Pruitt Taylor Vince (J.J. LaRoche)
- Jessica Camacho (Daisy)
- Emily Nelson (Gloria)
- Zoi Kottas (Enid Jordan)
- Cheryl Fidelman (Alicia)
- Andrew Manning (Dr Micah Newton)
- Justin Spraggins (un patient agité)
- Michael J. Silver (un employé du centre des banquets)

### Épisode 18:Enquête assistée
- États-Unis /  Canada : 31 mars 2011 sur CBS / CTV
- Belgique : 2 juillet 2011 sur Be Séries[2]
- Suisse : 21 octobre 2011 sur TSR1[49]
- France : 16 novembre 2011 sur TF1[11]
- Québec : 13 février 2012 sur V

- États-Unis : 14,27 millions de téléspectateurs[52] (première diffusion)
- Canada : 2,215 millions de téléspectateurs[53] (première diffusion)
- France : 9 millions de téléspectateurs (première diffusion)

- Frances Conroy (Lisbeth Cook)
- Alan Blumenfeld (Hart Feller)

### Épisode 19:La Veuve joyeuse
- États-Unis /  Canada : 7 avril 2011 sur CBS / CTV
- Belgique : 9 juillet 2011 sur Be Séries[2]
- Suisse : 28 octobre 2011 sur TSR1[54]
- France : 16 novembre 2011 sur TF1[11]
- Québec : 20 février 2012 sur V

- États-Unis : 15,17 millions de téléspectateurs[55] (première diffusion)
- Canada : 2,463 millions de téléspectateurs[56] (première diffusion)
- France : 8,5 millions de téléspectateurs (première diffusion)

- Morena Baccarin (Erika Flynn)

- L'actrice Morena Baccarin apparaît dans la série le temps d'un épisode. Celle-ci interprète le rôle d'Anna dans la série télévisée V de 2009.
- Lors du dénouement de cet épisode, Patrick Jane utilise un stratagème des plus efficaces afin de coincer la meurtrière. Il est clair que les scénaristes se sont très largement inspirés du téléfilm pilote Inculpé de Meurtre parut en 1968 de la célèbre série Columbo. Dans le pilote, le Lieutenant Columbo utilise exactement le même stratagème afin d’arriver à ses fins.

### Épisode 20:Tapis rouge
- États-Unis /  Canada : 28 avril 2011 sur CBS / CTV
- Belgique : 9 juillet 2011 sur Be Séries[2]
- Suisse : 28 octobre 2011 sur TSR1[54]
- France : 23 novembre 2011 sur TF1[11]
- Québec : 27 février 2012 sur V

- États-Unis : 13,53 millions de téléspectateurs[57] (première diffusion)
- Canada : 2,048 millions de téléspectateurs[58] (première diffusion)
- France : 8,4 millions de téléspectateurs (première diffusion)

### Épisode 21:Père et Flic
- États-Unis /  Canada : 5 mai 2011 sur CBS / CTV
- Belgique : 16 juillet 2011 sur Be Séries[2]
- Suisse : 4 novembre 2011 sur TSR1[59]
- France : 30 novembre 2011 sur TF1[11]
- Québec : 5 mars 2012 sur V

- États-Unis : 14 millions de téléspectateurs[60] (première diffusion)
- Canada : 2,214 millions de téléspectateurs[61] (première diffusion)
- France : 9,65 millions de téléspectateurs (première diffusion)

- William Forsythe (Steven Robert Rigsby)

### Épisode 22:Juste un pétale
- États-Unis /  Canada : 12 mai 2011 sur CBS / CTV
- Belgique : 16 juillet 2011 sur Be Séries[2]
- Suisse : 4 novembre 2011 sur TSR1[59]
- France : 14 décembre 2011 sur TF1[11]
- Québec : 12 mars 2012 sur V

- États-Unis : 14,07 millions de téléspectateurs[62] (première diffusion)
- Canada : 2,48 millions de téléspectateurs[63] (première diffusion)
- France : 9,24 millions de téléspectateurs (première diffusion)

### Épisode 23:Bombe humaine, première partie
- États-Unis /  Canada : 19 mai 2011 sur CBS / CTV
- Belgique : 23 juillet 2011 sur Be Séries[2]
- Suisse : 11 novembre 2011 sur TSR1[64]
- France : 14 décembre 2011 sur TF1[11]
- Québec : 19 mars 2012 sur V

- États-Unis : 14,11 millions de téléspectateurs[65] (première diffusion)
- Canada : 2,537 millions de téléspectateurs[66] (première diffusion)
- France : 8,7 millions de téléspectateurs (première diffusion)

### Épisode 24:Les masques tombent, deuxième partie
- États-Unis : 19 mai 2011 sur CBS
- Belgique : 23 juillet 2011 sur Be Séries[2]
- Suisse : 11 novembre 2011 sur TSR1[64]
- France : 21 décembre 2011 sur TF1[11]
- Québec : 26 mars 2012 sur V

- États-Unis : 14,11 millions de téléspectateurs[65] (première diffusion)
- Canada : 2,537 millions de téléspectateurs[66] (première diffusion)
- France : 9,76 millions de téléspectateurs (première diffusion)

- Bradley Whitford (Timothy Carter)